# Золотий хрест за особливі заслуги Головної управи Братства
Золотий Хрест за особливі заслуги — нагорода, заснована в 1988 році Головною Управою Братства Колишніх Вояків 1-ї Української Дивізії Української Національної Армії в Торонто. У 1989 році випущено 500 хрестів. Автор проекту хреста — інженер Василь Палієнко.

## Опис
Рівносторонній позолочений козацький хрест (35х35 мм). В центрі хреста — великий круглий медальйон. На аверсі зображений оточений лавровим вінком тризуб, на реверсі — напис ЗА ОСОБЛИВІ ЗАСЛУГИ 1 УД УНА. Хрест носиться на лівому боці грудей на блакитній стрічці шириною 38 мм. 
Існує також мініатюра хреста (20х20 мм), яка носиться на стрічці шириною 15 мм.